# اوتروپیوس

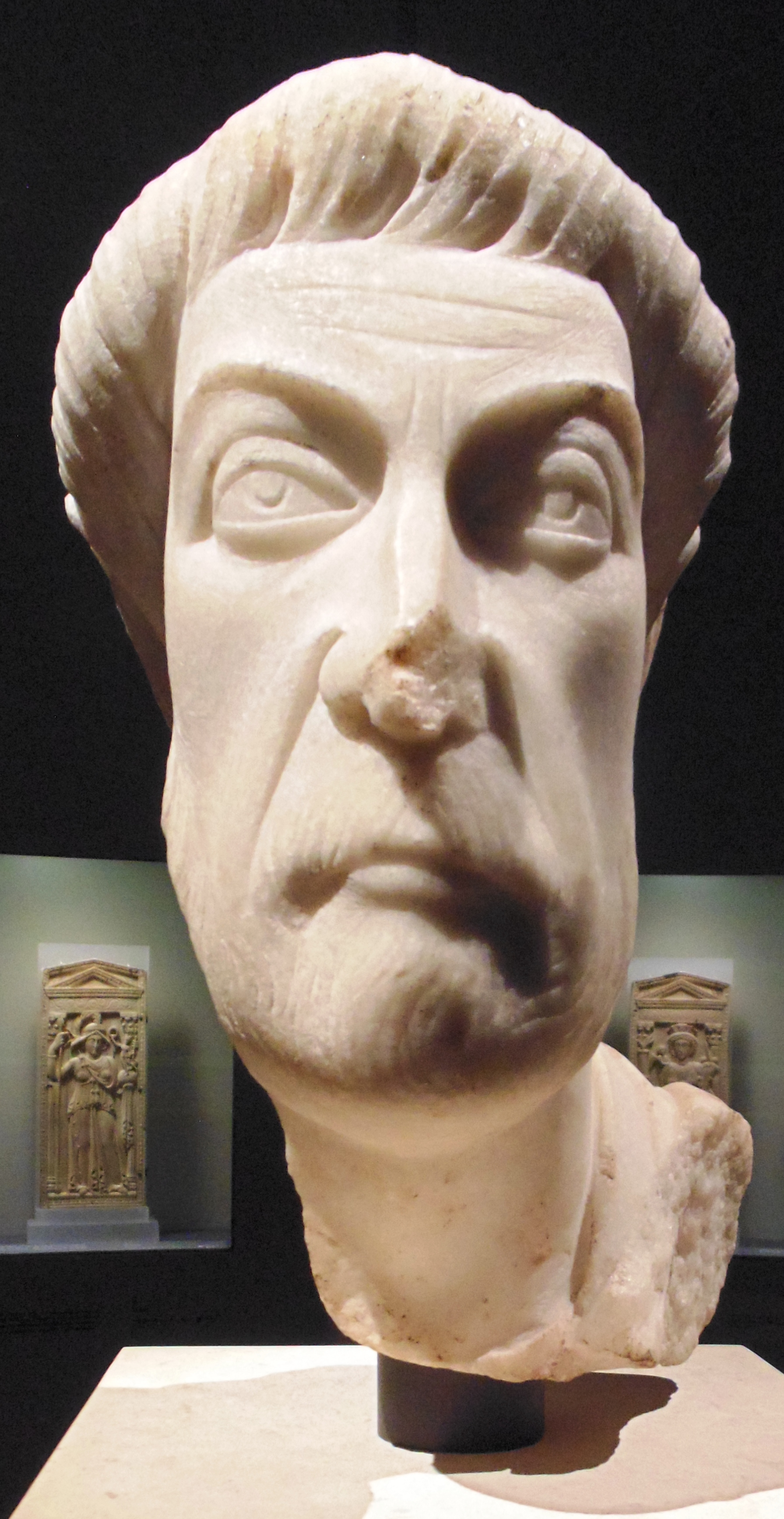
نگاره‌ای از یک سردیس اوتروپیوس، مورخ رومی

اوتروپیوس (به انگلیسی: Eutropius) مقام رومی و مورخ بود. کتاب او، Breviarium Historiae Romanae، وقایع را از زمان تأسیس رم در قرن هشتم قبل از میلاد تا زمان حیات نویسنده خلاصه می‌کند. Breviarium که توسط نسل‌های بعدی به دلیل ارائه واضح و سبک نوشتاری آن قدردانی می‌شود، می‌تواند به‌عنوان مکملی برای متون تاریخی جامع‌تر رومی که در شرایط پراکنده باقی مانده‌اند، استفاده گردد.